# Cornelia de jurisdictiones praetorum
Corneli de jurisdictiones praetorum va ser una llei romana establerta a proposta del tribú de la plebs Gai Corneli, l'any 686 de la fundació de Roma, (67 aC) quan eren cònsols Gai Calpurni Pisó i Mani Acili Glabrió, llei que encomanava als pretors (urbans i provincials) els judicis, sota l'anomenat edicte perpetu.